# Broadway (microprocessador)

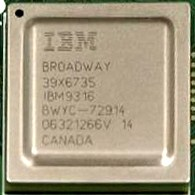
O Broadway, utilizado no Wii da Nintendo, fabricado pela IBM.

Broadway é a Unidade Central de Processamento (CPU), utilizado no console de videogame Wii. Foi criado e concebido pela IBM para a Nintendo, e é produzido utilizando um processo de 90 nm SOI. Isto permite que o chip gaste 20% menos de energia do que o seu antecessor, a 180 nm Gekko, que foi utilizado e fabricado no antigo console da Nintendo o Nintendo GameCube. Há uma expectativa que o Broadway é muito similar ao do Xbox 360 da Microsoft.
A montagem, testes de funcionamento, reparos e a instalação é realizado em Bromont, Quebec.
Em março de 2009 a IBM fabricou o microprocessador de número 50 milhões para a Nintendo.

## Especificação
Detalhes(estimados), visto não haver informações oficiais liberadas ao público pela Nintendo ou pela IBM.
- Freqüência: 729 MHz;
- Acesso à memória: 243 MHz, 64 bits (velocidade máxima: 1.9 gigabytes/sec);
- Cache de instruções L1 de 32-kilobyte;
- Cache de dados L1 de 32-kilobyte (pode ser configurada como scratch pad de 16-kilobyte);
- Microprocessor superescalar com seis unidades de execução;
- Unidade DMA;
- Cache L2 Onboard de 256-kilobyte integrado;
- Duas unidades de 32 bits de números inteiros;
- Uma unidade de ponto flutuante (FPU, com suporte para 32 e 64 bits);

O FPU suporta cálculo de ponto flutuante pareado (FP/PS), e conversões de inteiro para ponto flutuante podem ser feita ao mesmo tempo em que o registro da FPU carrega e armazena, sem perda de performance. O Broadway é completamente compatível com instruções para Gekko (CPU do GameCube).